# Alejandro García Torre
Alejandro García Torre (Gijón, Asturias, España, 13 de enero de 1984) es un futbolista español que juega de portero en la U. D. Llanera de la Tercera División de España. Es hermano gemelo del también futbolista Jorge García Torre.

## Trayectoria
Jugó en los equipos de fútbol base del Club de Fútbol Estudiantes de Somió antes de incorporarse a la cantera del Real Sporting de Gijón. En 2001 fue incluido en la plantilla del Real Sporting de Gijón "B" y se incorporó al primer equipo en la temporada 2006-07. Su debut con el Sporting se produjo el 21 de mayo de 2006 ante el Levante U. D.
En la campaña 2007-08 jugó cedido en el F. C. Cartagena y, en la 2008-09, fue traspasado a la S. D. Ponferradina. Con el conjunto berciano consiguió un ascenso a Segunda División en la campaña 2009-10. Al término de su contrato, en junio de 2011, fichó por el R. C. Recreativo de Huelva. De cara a la temporada 2013-14 se incorporó al Cádiz C. F., equipo que decidió rescindir su contrato en el mes de enero de 2014. El 21 de marzo firmó con el Real Racing Club de Santander, equipo con el que consiguió ascender a Segunda División tras finalizar como campeón del grupo I y derrotar a la U. E. Llagostera en la promoción.
El 28 de agosto de 2014 se incorporó a la plantilla del Real Avilés C. F., con el que descendió a Tercera División en la temporada 2014-15. El 15 de julio de 2015 se anunció su fichaje por el Barakaldo C. F., club que abandonó al término de la campaña 2015-16. El 19 de agosto de 2016 se confirmó su incorporación al C. D. Palencia Balompié.

## Clubes
| Club                          | País   | Año       |
| ----------------------------- | ------ | --------- |
| Real Sporting de Gijón "B"    | España | 2001-2006 |
| Real Sporting de Gijón        | España | 2006-2007 |
| F. C. Cartagena               | España | 2007-2008 |
| S. D. Ponferradina            | España | 2008-2011 |
| R. C. Recreativo de Huelva    | España | 2011-2013 |
| Cádiz C. F.                   | España | 2013-2014 |
| Real Racing Club de Santander | España | 2014      |
| Real Avilés C. F.             | España | 2014-2015 |
| Barakaldo C. F.               | España | 2015-2016 |
| C. D. Palencia Balompié       | España | 2016-2017 |
| U. D. Llanera                 | España | 2017-     |